# Astrid Henning-Jensen
Astrid Henning-Jensen (Copenaghen, 10 dicembre 1914 – Copenaghen, 5 gennaio 2002) è stata una regista e sceneggiatrice danese.

## Biografia
Nata Astrid Smahl, ha iniziato la carriera come attrice. Nel 1938 ha sposato Bjarne Henning-Jensen, regista danese con cui è stata legata fino alla morte di quest'ultimo avvenuta nel 1995.
Come regista ha debuttato con il cortometraggio Palle Alene I Verden nel 1949, vincendo il Gran Prix per il soggetto al Festival di Cannes 1949.
Il suo film del 1959 Paw ha ricevuto una nomination ai Premi Oscar 1960 nella categoria miglior film straniero.
Ha vinto l'Orso d'argento per il miglior regista nel 1979 durante il Festival di Berlino.
Nel 1994 gli è stato conferito il Premi Robert 1994 all'onore.
Nel 1996 è stata insignita del premio Berlinale Camera al Festival di Berlino.
È deceduta all'età di 87 anni per cause naturali.

## Filmografia (parziale)

### Regista
- Cykledrengene i Tørvegraven, co-regia di Bjarne Henning-Jensen - documentario (1941)
- S.O.S. - kindtand, co-regia di Bjarne Henning-Jensen - cortometraggio (1943)
- De danske sydhavsøer, co-regia di Bjarne Henning-Jensen - cortometraggio (1944)
- Dansk politi i Sverige - cortometraggio (1945)
- Questi benedetti ragazzi (De pokkers unger), co-regia di Bjarne Henning-Jensen (1947)
- Stemning i april, co-regia di Bjarne Henning-Jensen - cortometraggio (1947)
- Denmark Grows Up, co-regia di Hagen Hasselbalch e Søren Melson - cortometraggio (1947)
- Kristinus Bergman, co-regia di Bjarne Henning-Jensen (1948)
- Palle alene i verden - cortometraggio (1949)
- Vesterhavsdrenge, co-regia di Bjarne Henning-Jensen (1950)
- Kranes konditori (1951)
- Ukjent mann (1951)
- Solstik, co-regia di Bjarne Henning-Jensen (1953)
- Hest på sommerferie - cortometraggio (1954)
- Ballettens børn - cortometraggio (1954)
- Tivoligarden spiller, co-regia di Bjarne Henning-Jensen - documentario (1954)
- Kærlighed på kredit - cortometraggio (1955)
- Paw (1959)
- Een blandt mange (1961)
- Utro (1966)
- Min bedstefar er en stok (1967)
- Mej och dej (1969)
- Vinterborn (Vinterbørn) (1978)
- Øjeblikket (1980)
- Barndommens gade (1986)
- Bella, min Bella (1996)

## Riconoscimenti
- Festival di Cannes
  - 1949 – Prix per il soggetto (cortometraggi) per Palle alene i verden
  - 1960 – Premio OCIC per Paw

Candidatura alla Palma d'oro per Paw
- Mostra internazionale d'arte cinematografica di Venezia
  - 1947 – Candidatura al Gran Premio Internazionale per De pokkers unger (condivisa con Bjarne Henning-Jensen)
- Festival internazionale del cinema di Berlino
  - 1959 – Orso d'argento, premio straordinario della giuria (cortometraggi) per Hest på sommerferie
  - 1979 – Orso d'argento per il miglior regista per Vinterborn

Premio OCIC per Vinterborn
Candidatura all'Orso d'oro per Vinterborn
- 1996 – Berlinale Kamera
- Festival cinematografico internazionale di Mosca
  - 1987 – Candidatura al Premio d'Oro per Barndommens gade
- Giornate del cinema nordico di Lubecca
  - 1981 – Premio dei lettori del Lübecker Nachrichten per Øjeblikket
- Robert Festival
  - 1994 – Premio Robert onorario